# Michael Strank
Michal Strank (také psáno jako "Strenk", 10. listopadu 1919, Jarabina, Československo – 1. března 1945 Iwodžima, Japonsko) byl americký voják lemkovskeho původu, příslušník Námořní pěchoty.

## Život
Narodil se ve spišské vesničce Jarabina, odkud se jako šestiletý odstěhoval s rodiči do USA. Vystudoval střední školu v Pensylvánii a v říjnu 1939 se přihlásil do americké námořní pěchoty. Padl 1. března 1945 po zásahu šrapnelem z americké lodě, když do písku kreslil náčrt nové akce.

Jména vojáků, kteří vztyčili vlajku na ostrově Iwodžima.

Slavným se stal díky záběru fotografa Associated Press, Joea Rosenthala, který zachytil druhé vztyčení americké vlajky na ostrově Iwodžima. Rosenthal za snímek obdržel Pulitzerovu cenu. Fotografie se stala předlohou známého památníku Iwo Jima (Marine Corps War Memorial), který je největším bronzovým sousoším na světě. Michael Strank je pohřben na Arlingtonském národním hřbitově poblíž Washingtonu vedle mnohých amerických prezidentů.

## Občanství
V roce 2008 zjistil americký voják Gunnery Sergeant Matt Blais, jenž byl přidělen k bezpečnostní službě Amerického velvyslanectví na Slovensku, že Strank nebyl rodilým Američanem z Pensylvánie, jak se uvádělo v oficiální verzi životopisu, nýbrž že nabyl občanství USA roku 1935 prostřednictvím naturalizace svého otce a že nikdy neobdržel úřední dekret.
GyStg. Blais se proto obrátil na Imigrační a naturalizační úřad (INS) se žádostí ve Strankův prospěch, které bylo vyhověno. Dne 29. července 2008 převzala Strankova nejmladší sestra, Mary Pero, při ceremonii u Památníku americké námořní pěchoty v Arlingtonu listinu potvrzující americké občanství jejího slavného bratra.
Jejich bratr Peter Strank sloužil za války na letadlové lodi USS Franklin v jižním Pacifiku.
16. února 2015, 70. výročí událostí v Užhorodě, blízko škol číslem 4, byla instalována mini socha Michaela Stranka (sochař Michailo Kolodko)

## Vyznamenání
- Bronzová hvězda s V
- Purpurové srdce in memoriam
- Stužka za bojovou akci[6]
- Presidential Unit Citation, Námořnictvo a Námořní pěchota
- Medaile námořní pěchoty za vzornou službu[7]
- Medaile za službu v amerických obranných silách[8]
- Medaile za americké tažení[9]
- Medaile za asijsko-pacifické tažení, se čtyřmi bronzovými hvězdami[10]
- Medaile za vítězství ve druhé světové válce[11]

## Galerie

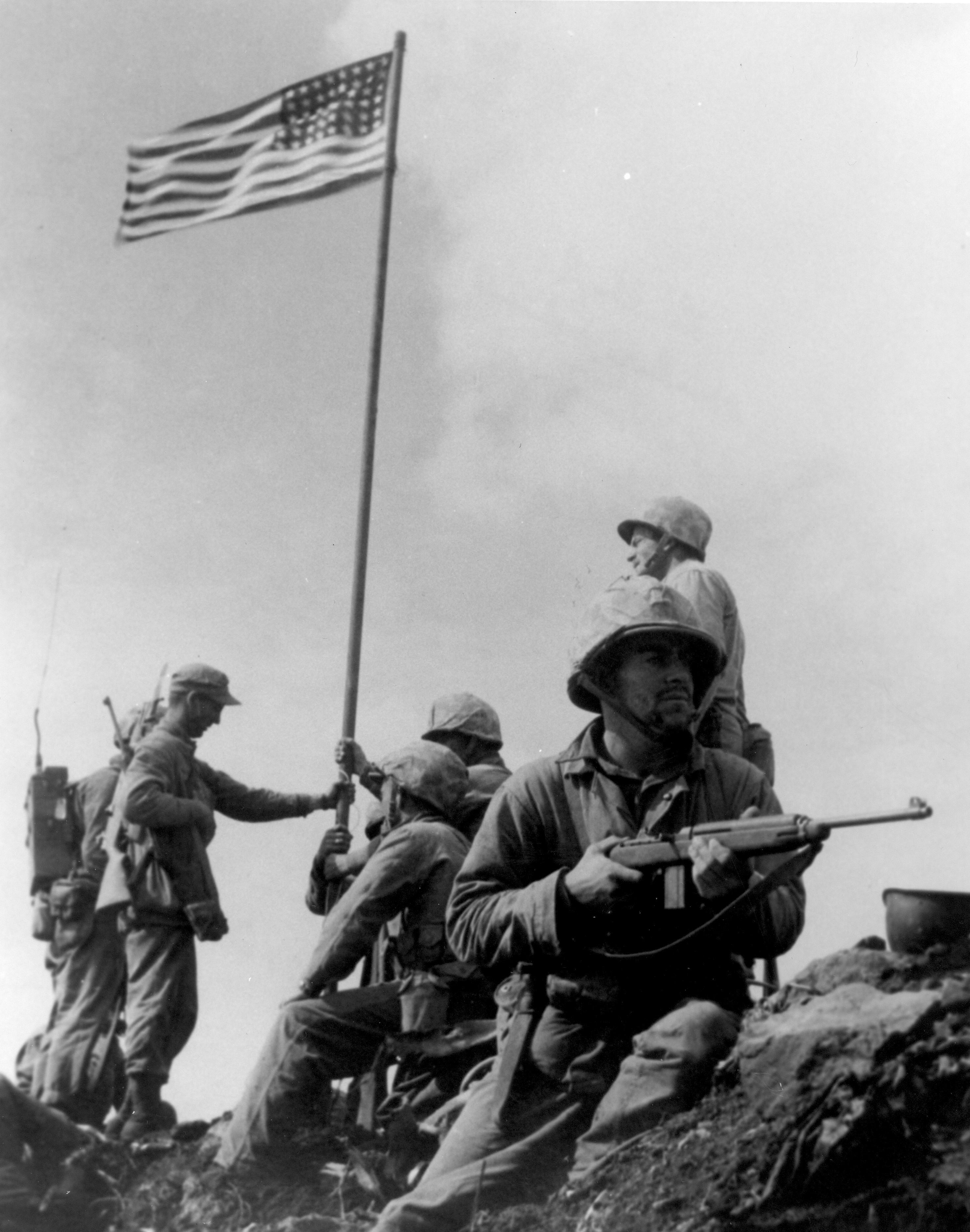
První vztyčování vlajky
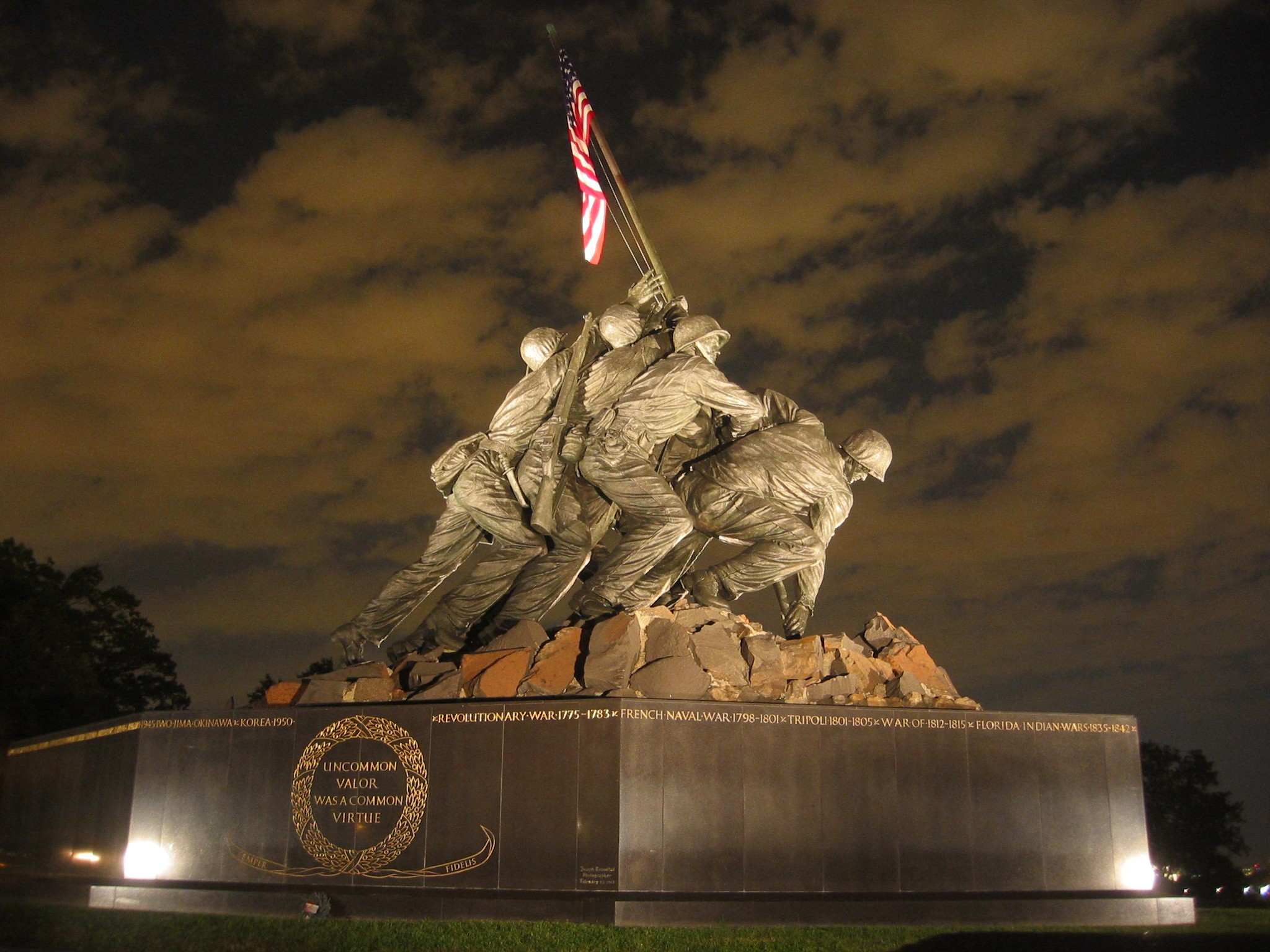
Památník námorní pěchoty v Arlingtnu
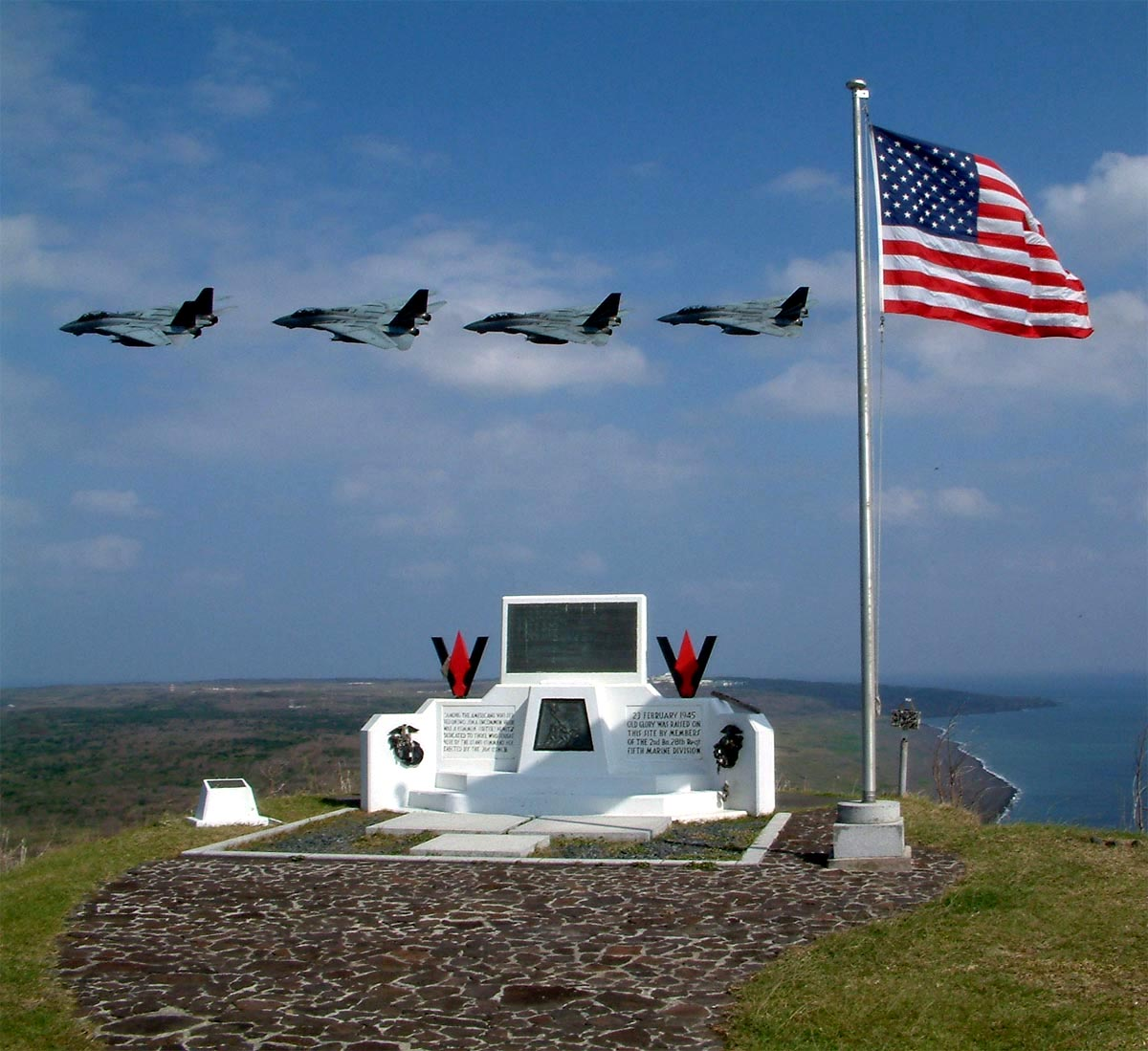
Památník na sopce Suribači na Iwodžimě